# Musée des Plans-reliefs
Le musée des Plans-reliefs présente une collection unique au monde de plans-reliefs des places fortes qui date, pour l'essentiel, du XVIIe au XIXe siècle. Il est situé à l'hôtel des Invalides dans le 7e arrondissement de Paris.

## Historique

### Origine de la collection
La collection est constituée en 1668 à l'initiative de Louvois, ministre de la Guerre de Louis XIV. La première maquette à être exécutée fut celle de Dunkerque. Elle fut rapidement suivie par celles d'Ath et de la citadelle de Lille. À l'échelle unique de 1 pied pour 100 toises, c'est-à-dire approximativement du 1/600e depuis 1680, elles constituent un témoignage de l'état de ces villes ou forteresses à cette époque. Selon l'inventaire dressé par Vauban en 1697, la collection, installée au palais des Tuileries, comportait 144 plans-reliefs, représentant 101 sites fortifiés. Au départ, ils n'étaient destinés à être vus que par le roi et son état-major. Des maquettes réalisées sous Louis XIV, il n'en subsiste que trente.
En 1700, la collection déménagea vers le palais du Louvre, où elle fut installée le long de la galerie du Bord-de-l'Eau. Les maquettes commencèrent à être considérées comme des objets d'art, dont l'accès était accordé, moyennant autorisation, à des visiteurs triés sur le volet.
En 1776-1777, la collection fut installée dans les combles de l'hôtel des Invalides. Le déménagement entraîna la destruction de certaines maquettes. De nombreuses autres, ayant été endommagées, firent l'objet de réparations.

### Les plans-reliefs auXIXesiècle
Par la loi du 10 juillet 1791, les plans-reliefs furent confiés au comité des fortifications et continuèrent à relever du ministère de la Guerre. En 1794, on créa un nouveau plan, celui de Toulon, destiné à commémorer le siège de Toulon par les Anglais en 1793. C'est également à partir de 1794 que la collection fut ouverte une fois par an au public pendant un mois. Il en fut ainsi jusqu'en 1914.
De nouveaux plans-reliefs furent créés sous Napoléon. En 1814, lors de l'occupation de Paris par les alliés à la suite de la chute du Premier Empire, les Prussiens mirent la main sur 17 plans-reliefs représentant des sites du Nord et de l'Est, qui furent transportés à Berlin. Le plan de Strasbourg fut donné à la ville au début du XXe siècle et la ville de Landau conserve également le sien datant de 1740. Les autres furent considérablement endommagés lors des bombardements de la ville pendant la Seconde Guerre mondiale. Seul le plan de Lille fut jugé digne d'être récupéré par les autorités françaises en 1948.
Quelques plans furent encore réalisés au XIXe siècle mais, en 1870, le ministère de la Guerre jugea que l'évolution de l'art de la guerre rendait ce type de représentation obsolètes. La collection fut dès lors rattachée au Service géographique de l'armée et on se borna à entretenir les maquettes existantes.
En tout, 260 plans-reliefs ont été créés entre 1668 et 1870, représentant 150 sites fortifiés, mais les vicissitudes de l'histoire ont entraîné la disparition ou la destruction de bon nombre d'entre eux.

### La sauvegarde des plans-reliefs auXXesiècle
La collection, gardée aux Invalides, fut classée Monument historique le 22 juillet 1927 et le musée ouvert en 1943.
Le musée conserve 97 des 112 plans reliefs de villes fortifiées de la collection, dont ceux de 30 villes étrangères, ainsi que 98 reliefs et maquettes d'étude et préserve également les relevés préparatoires d'époque de 30 plans reliefs. En 1984, on décida de transférer une partie de la collection à Lille, mais le ministre de la Culture François Léotard interrompit le déménagement en 1986. En 1987, 15 maquettes de villes fortifiées par Vauban au nord du royaume de France furent finalement confiées en dépôt au palais des beaux-arts de Lille : sept places fortes aujourd'hui situées en France, à savoir Calais (1691), Bergues (1699), Bouchain (1715), Lille (1740-1743), Aire-sur-la-Lys (1743), Gravelines (1756) et Avesnes (1824-1826), sept situées en Belgique, soit Charleroi (1695), Ath (1697), Ypres (1698-1702), Tournai (1701), Menin (1702), Audenarde (1747) et Namur (1747-1750) et une aux Pays-Bas, Maastricht.
Le musée des Plans-reliefs a été réaménagé en 1997.
En 2012, une partie des collections du musée a été présentée au Grand Palais, dans le cadre de l'exposition La France en relief : chefs-d'œuvre de la collection des plans-reliefs de Louis XIV à Napoléon III, du 18 janvier au 17 février 2012.

## Galerie des plans-reliefs
Le musée est installé dans les combles des Invalides. Vingt-huit plans reliefs sont présentés dans la galerie. Un second espace est consacré à l'histoire de la collection et aux techniques de fabrication des plans-reliefs.

### Plans-reliefs exposés

#### Antibes

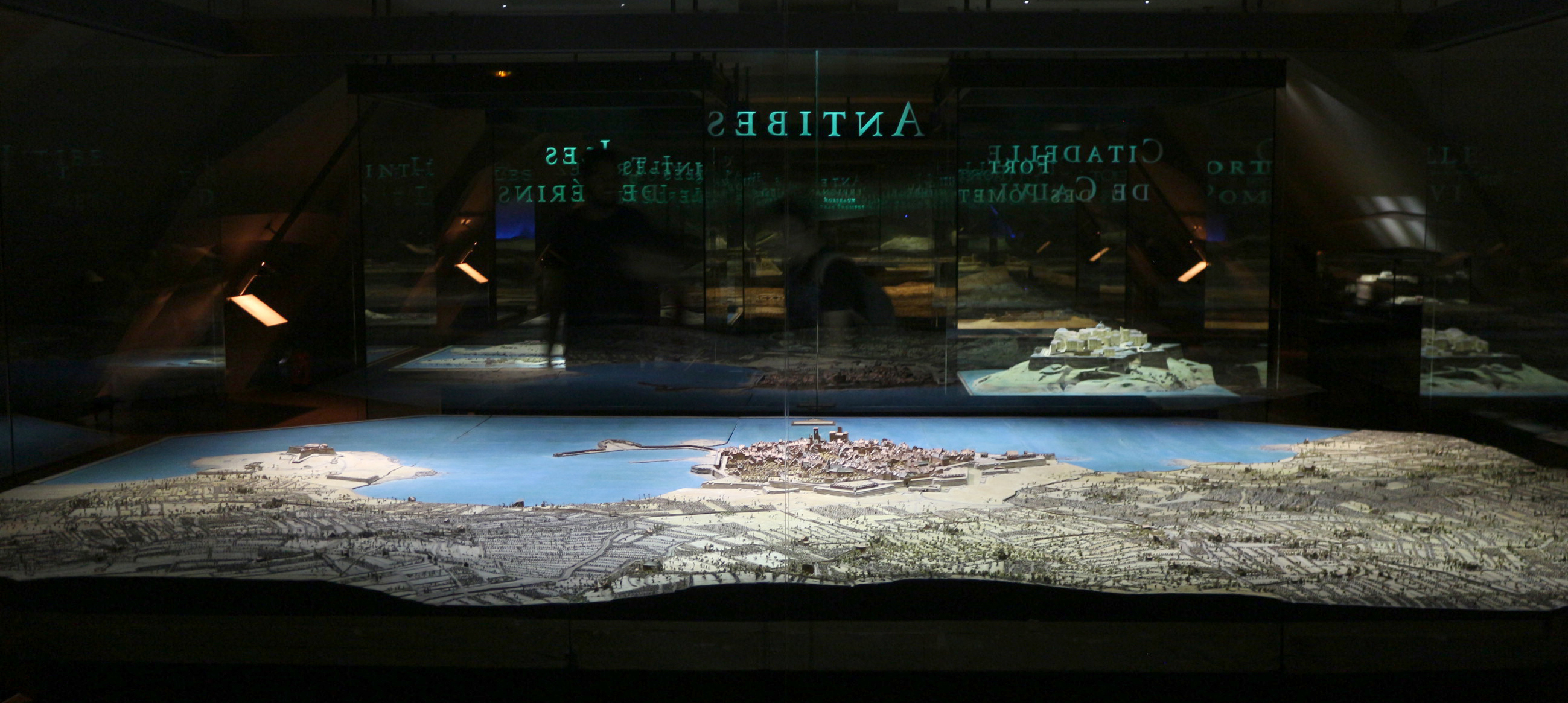
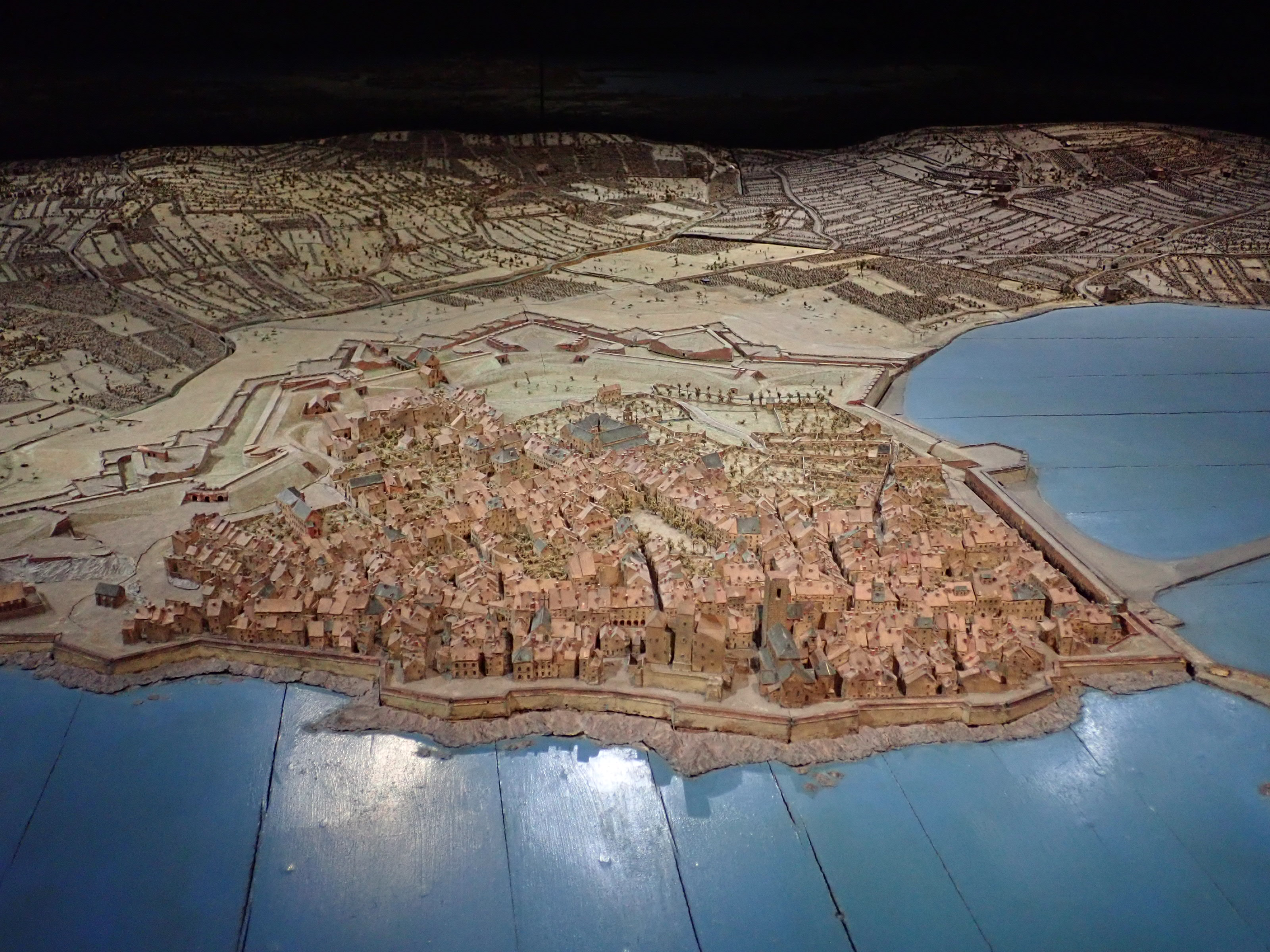
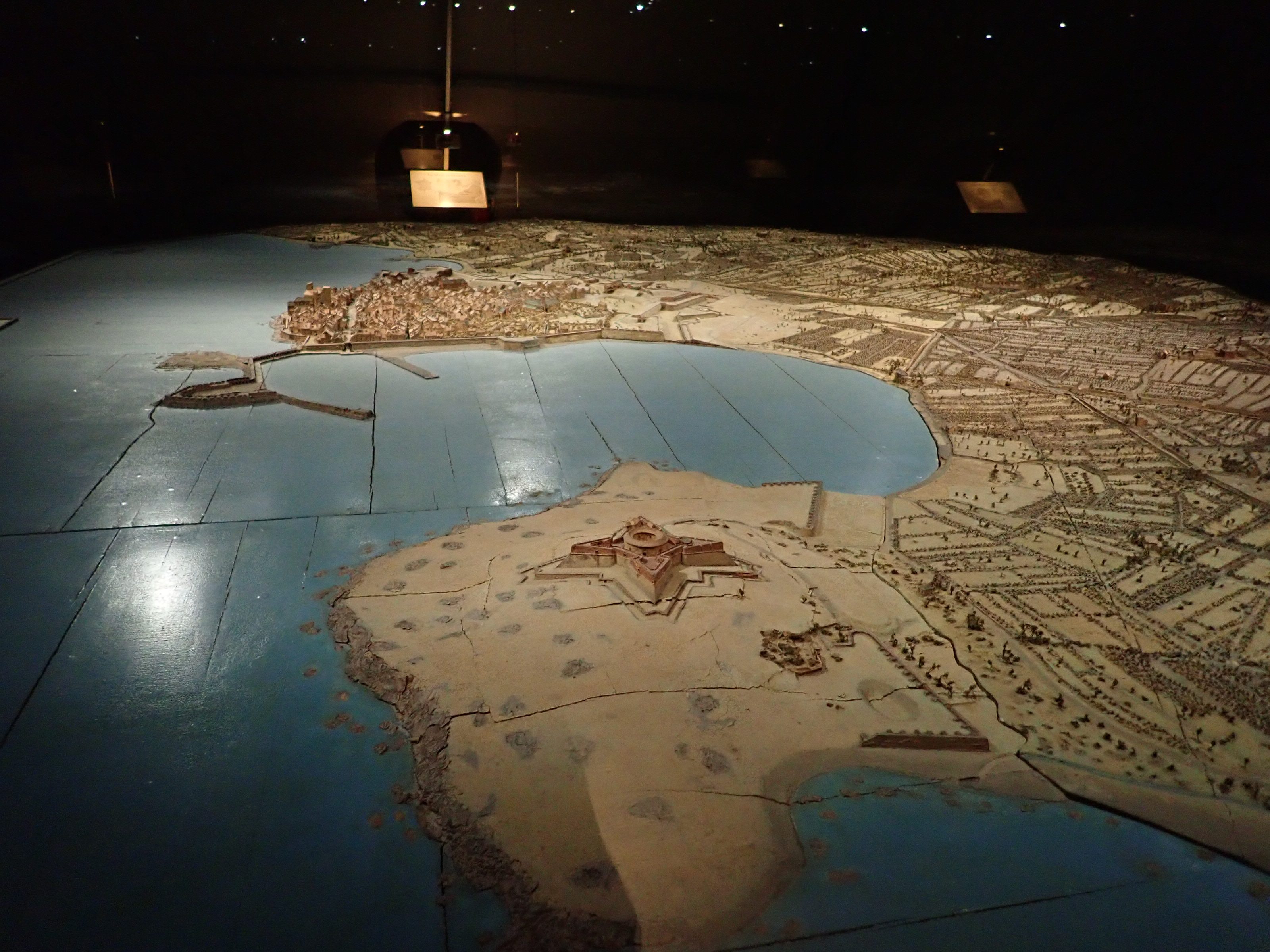

Réalisé en 1754, au 1/600.

#### Bayonne
Réalisé de 1819 à 1822, au 1/600, le plus grand des plans-reliefs actuellement exposés : 56 m2

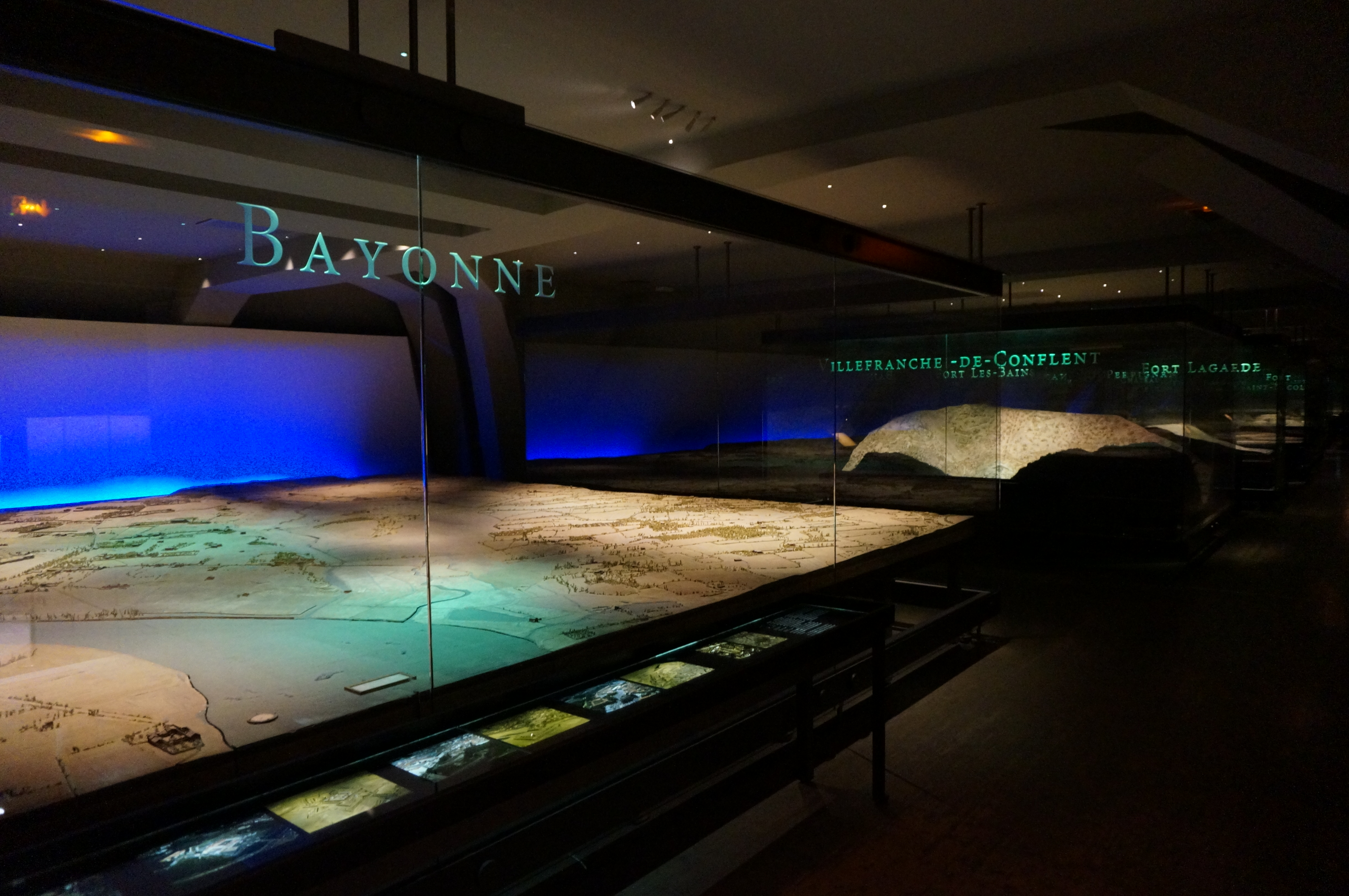

#### Brest

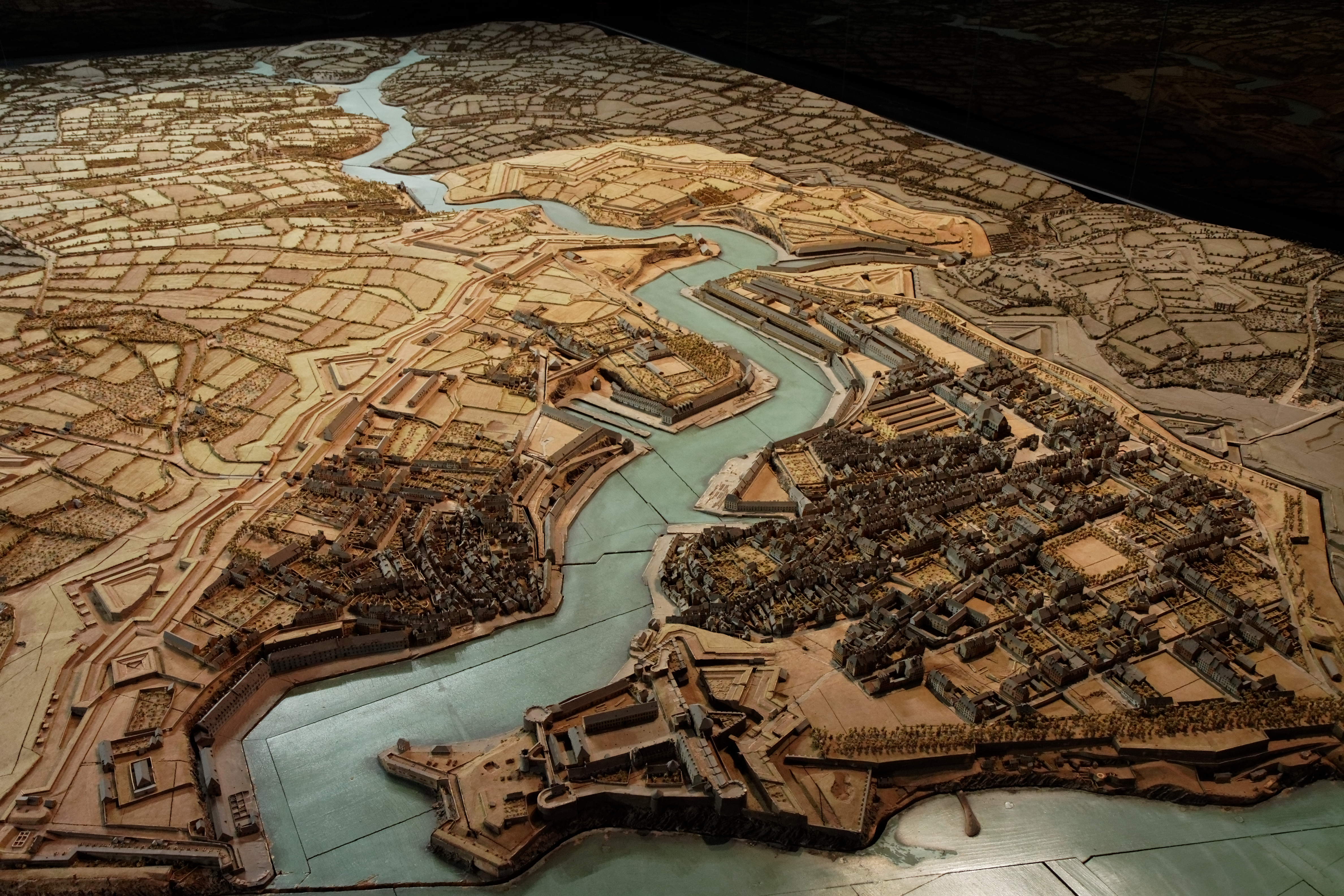
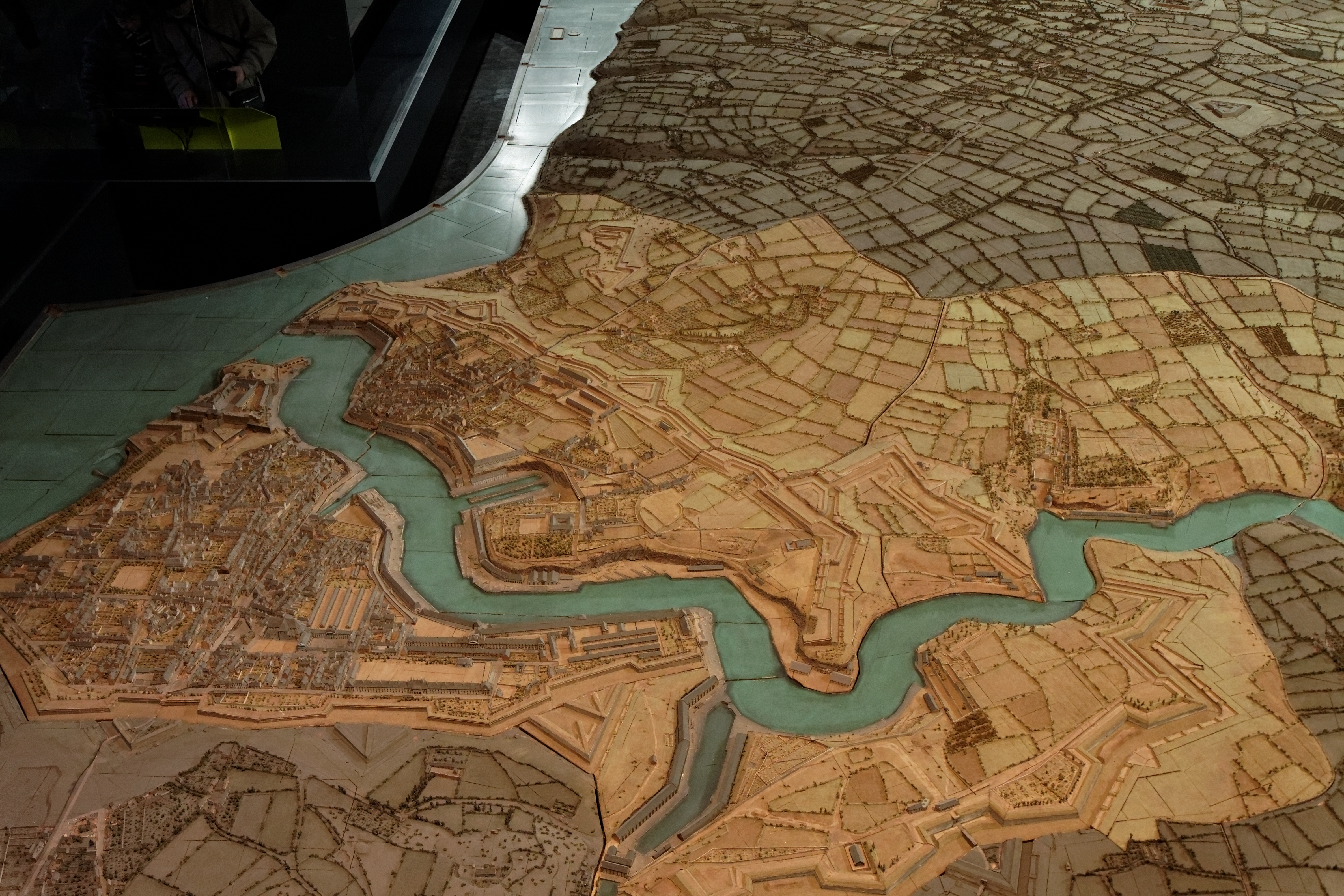
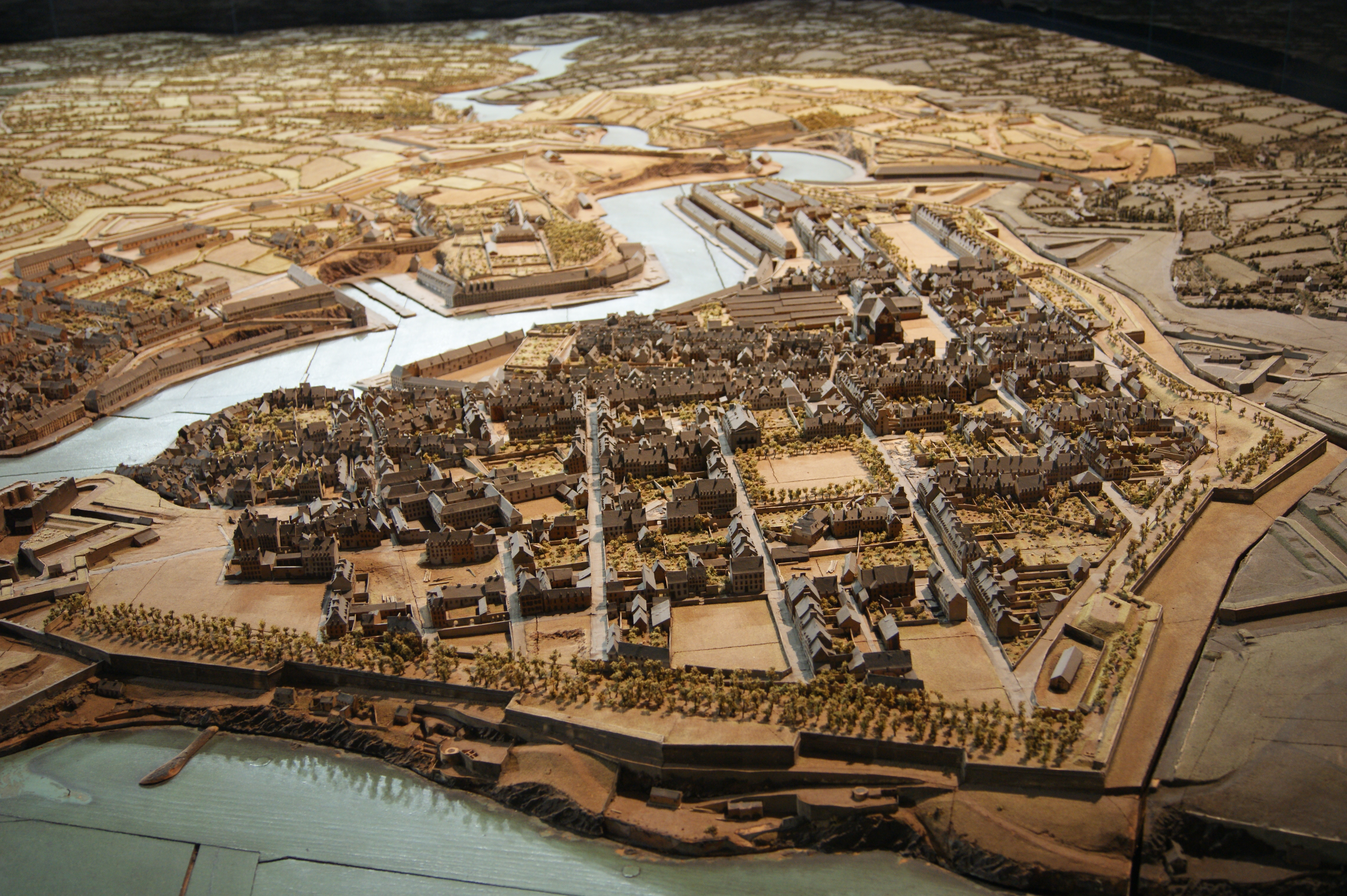

#### Belle-Île-en-Mer

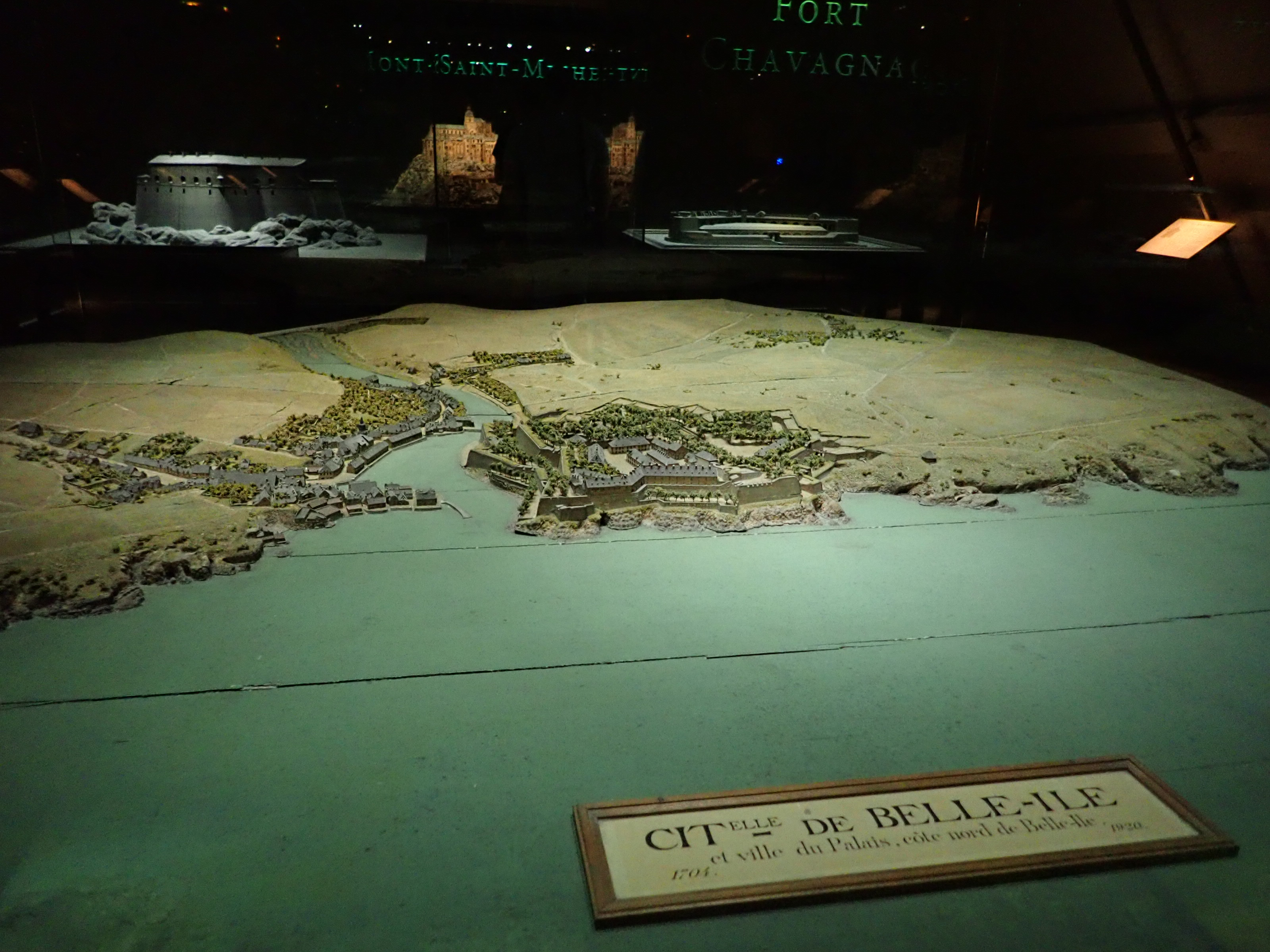
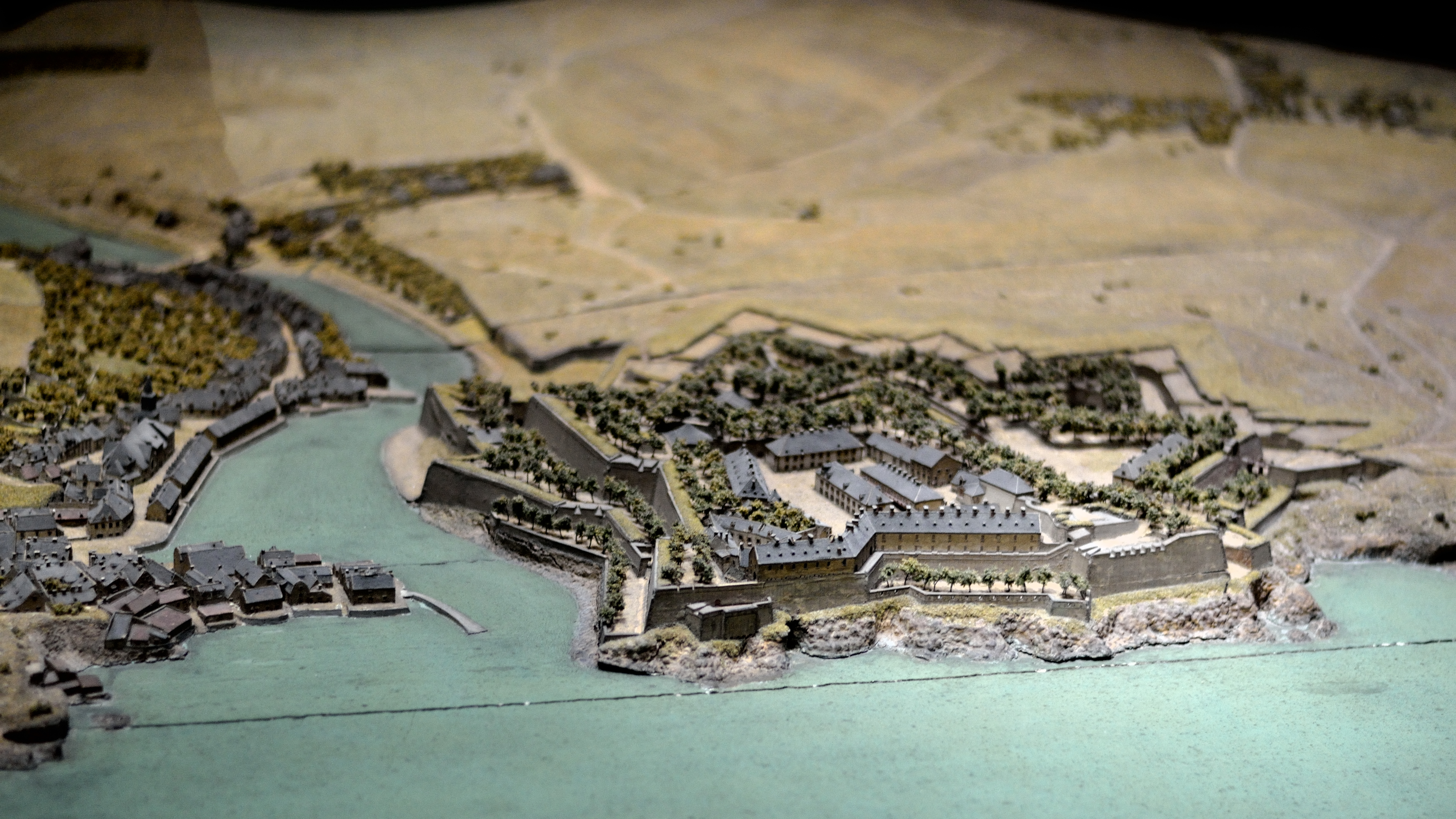

Réalisé fin XVIIIe siècle, au 1/600.

#### Blaye
Réalisé en 1703.

#### Calvi
Citadelle de Calvi, maquette réalisée en 1887.

#### Château d'If

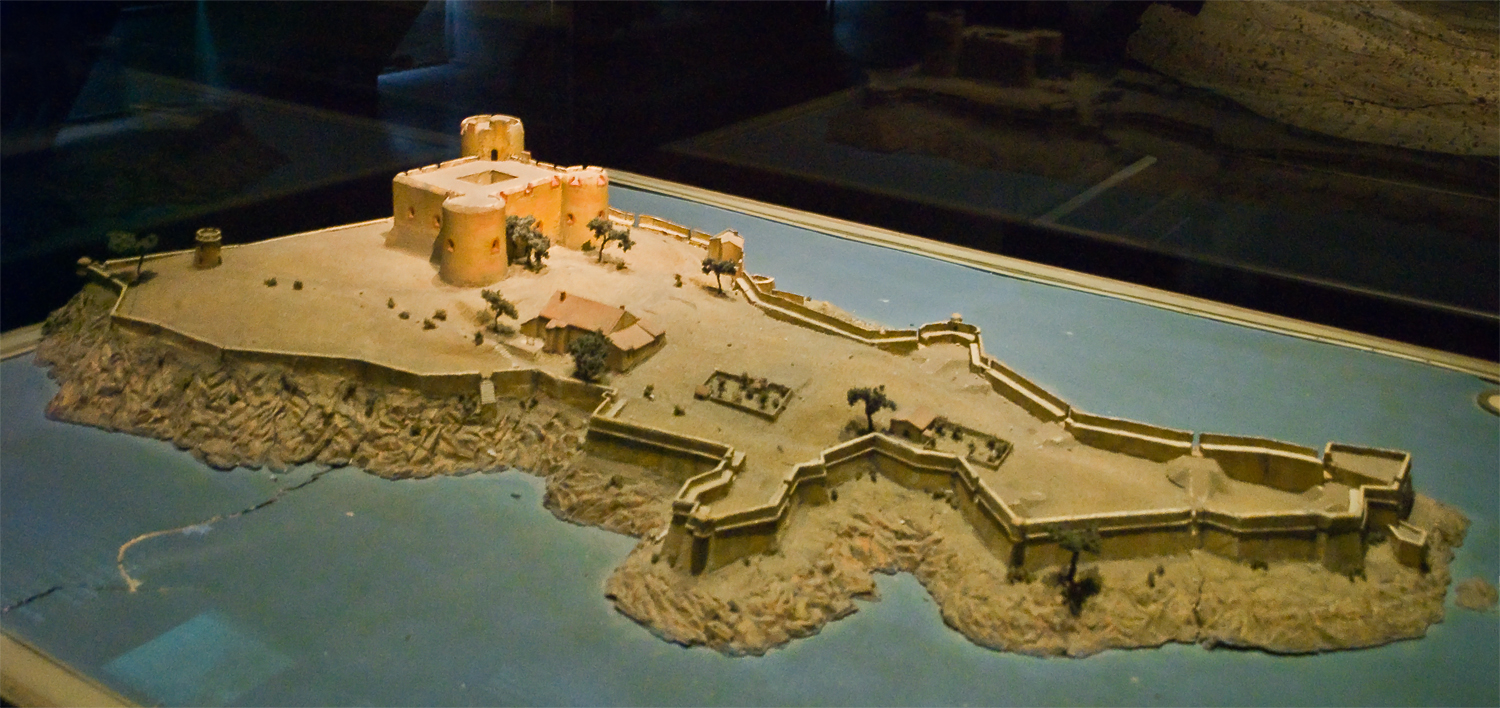
Château d'If, 1681

#### Château d'Oléron

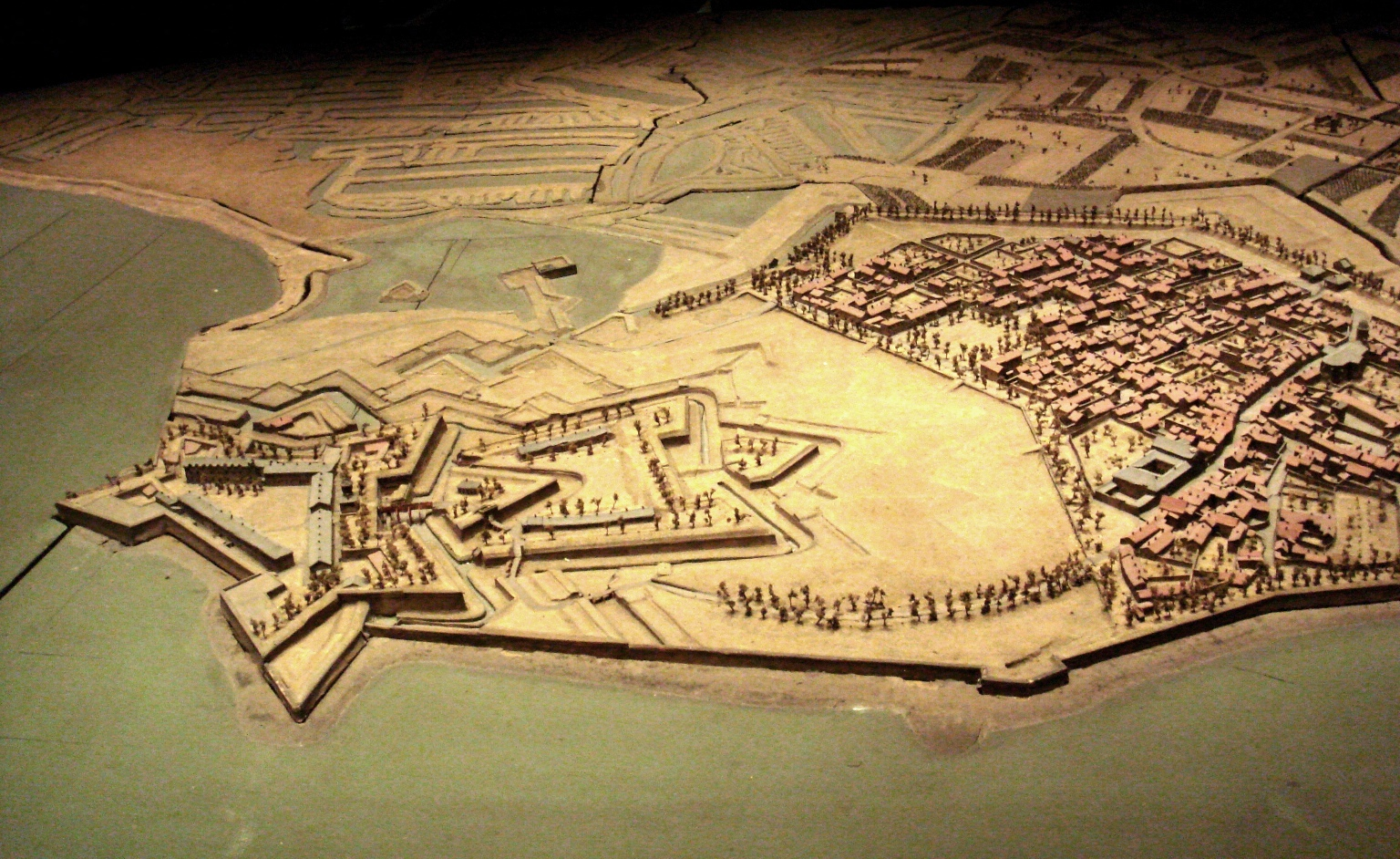
Château d'Oléron, 1703

#### Château Trompette, Bordeaux
Réalisé en 1705, au 1/200.

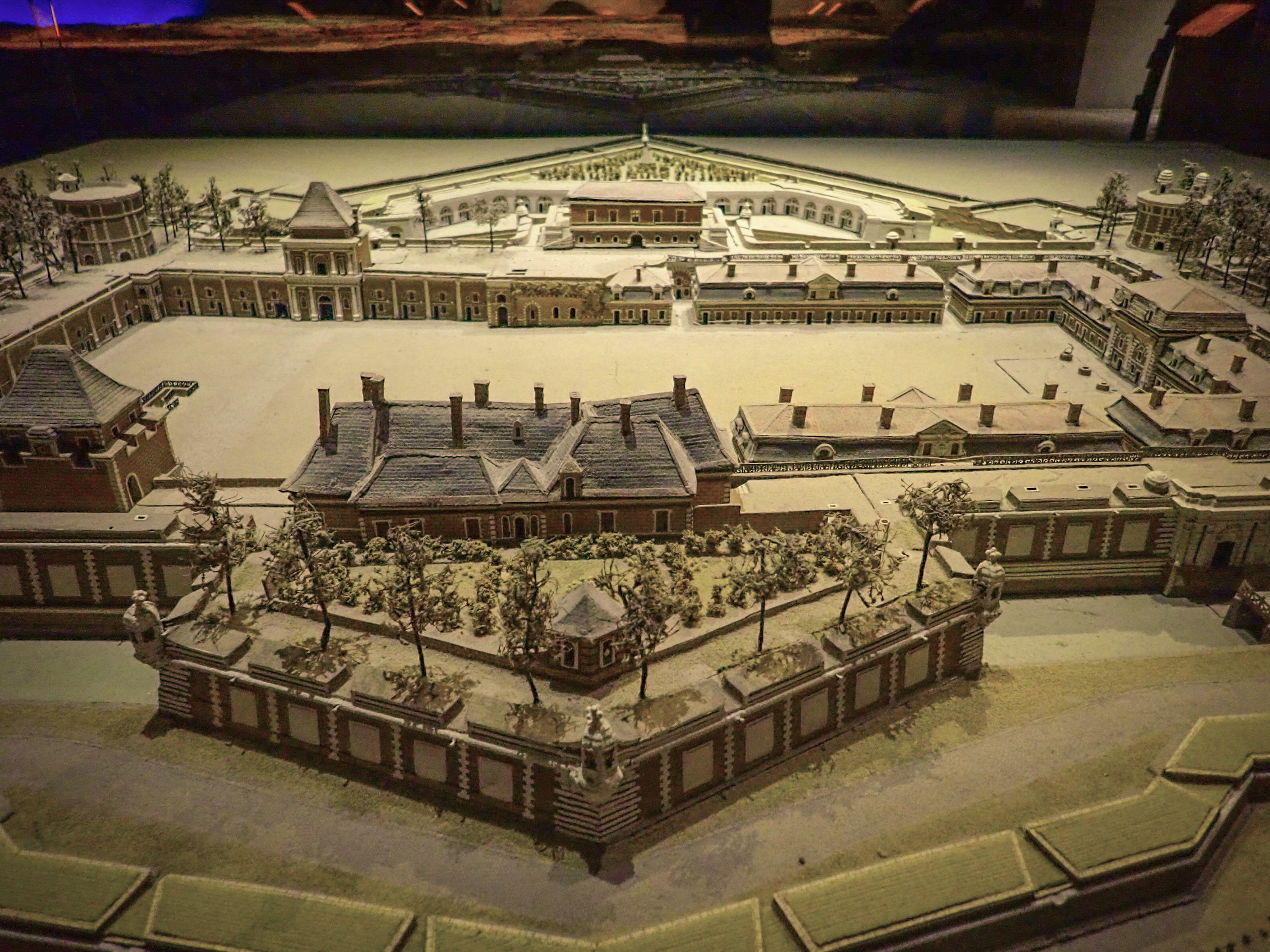
Château Trompette (Bordeaux)

#### Fort de la Conchée(Saint-Malo)

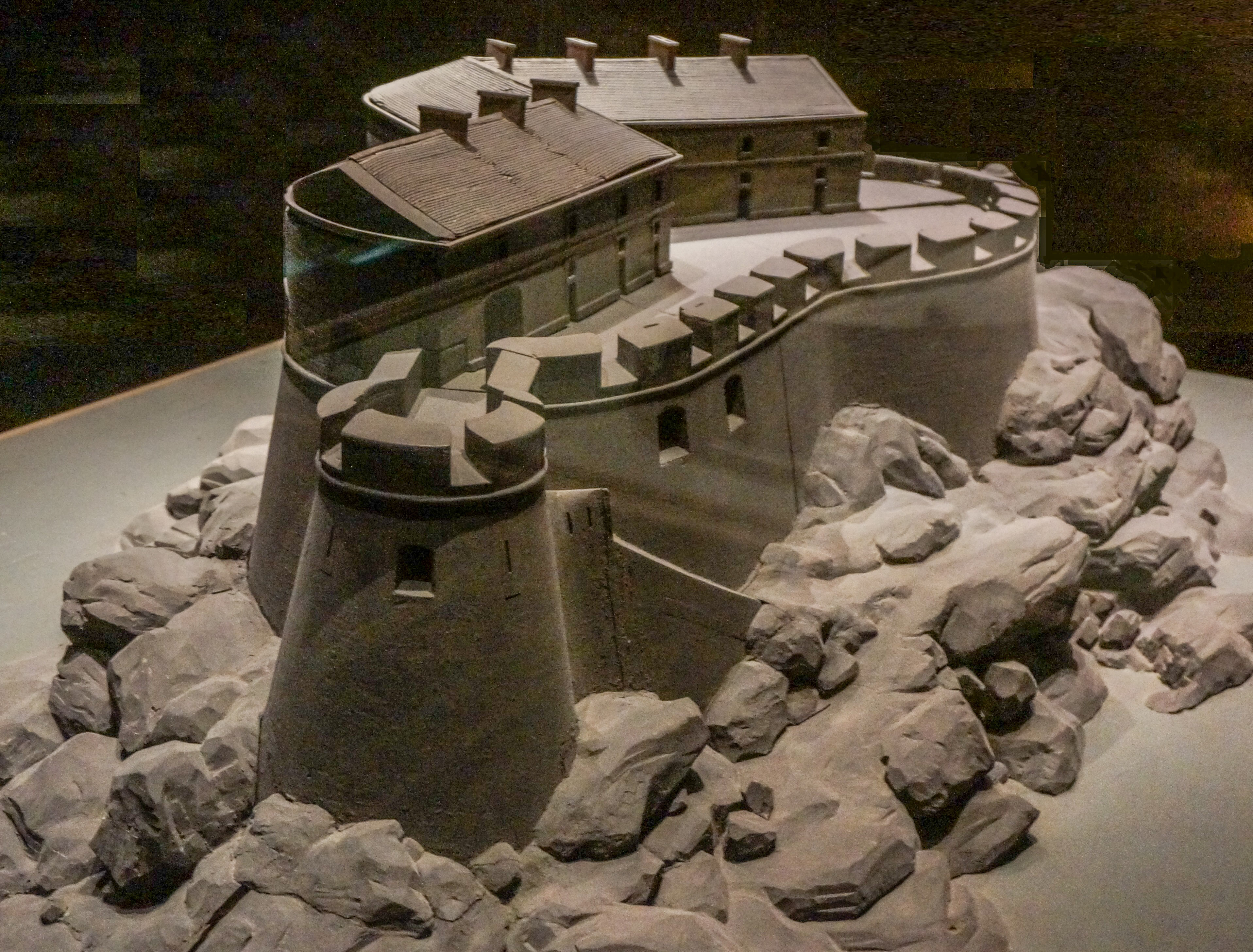
Fort de la Conchée (Saint-Malo)

#### Fort Paté (Blaye)

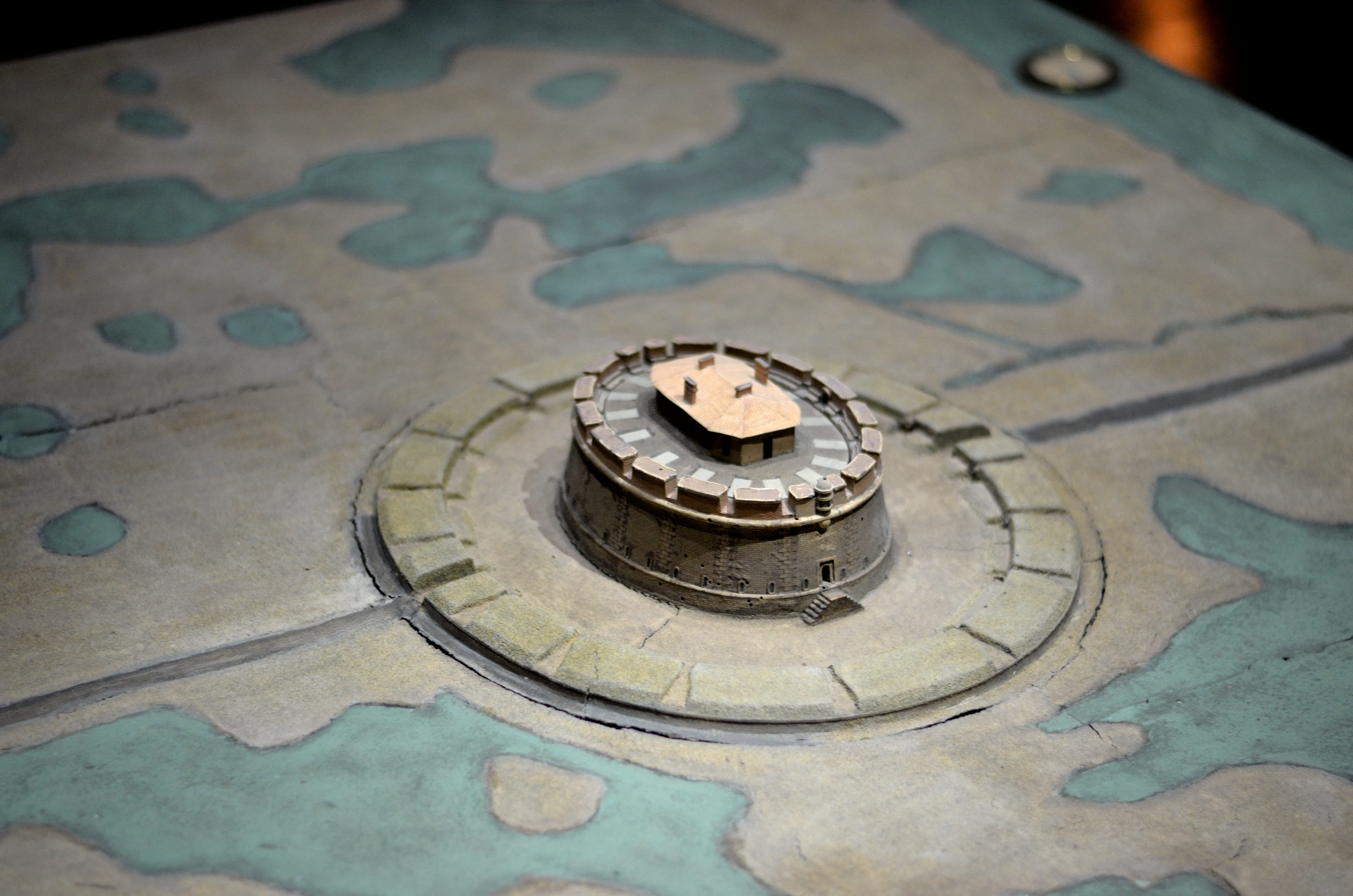
Fort Paté (Blaye)

#### Fort Saint-Nicolas (Marseille)

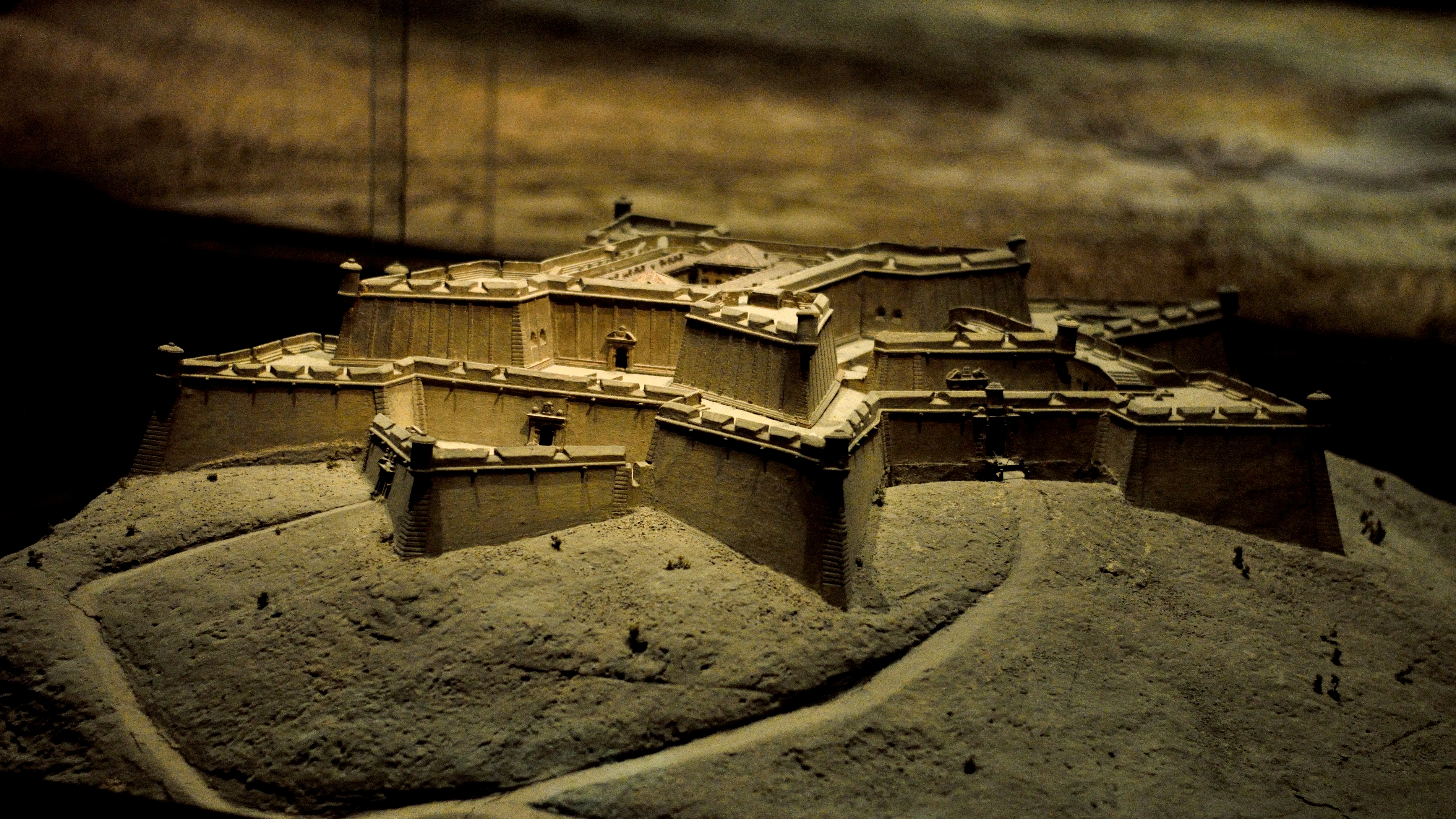
Fort Saint-Nicolas, Marseille.

#### Laon

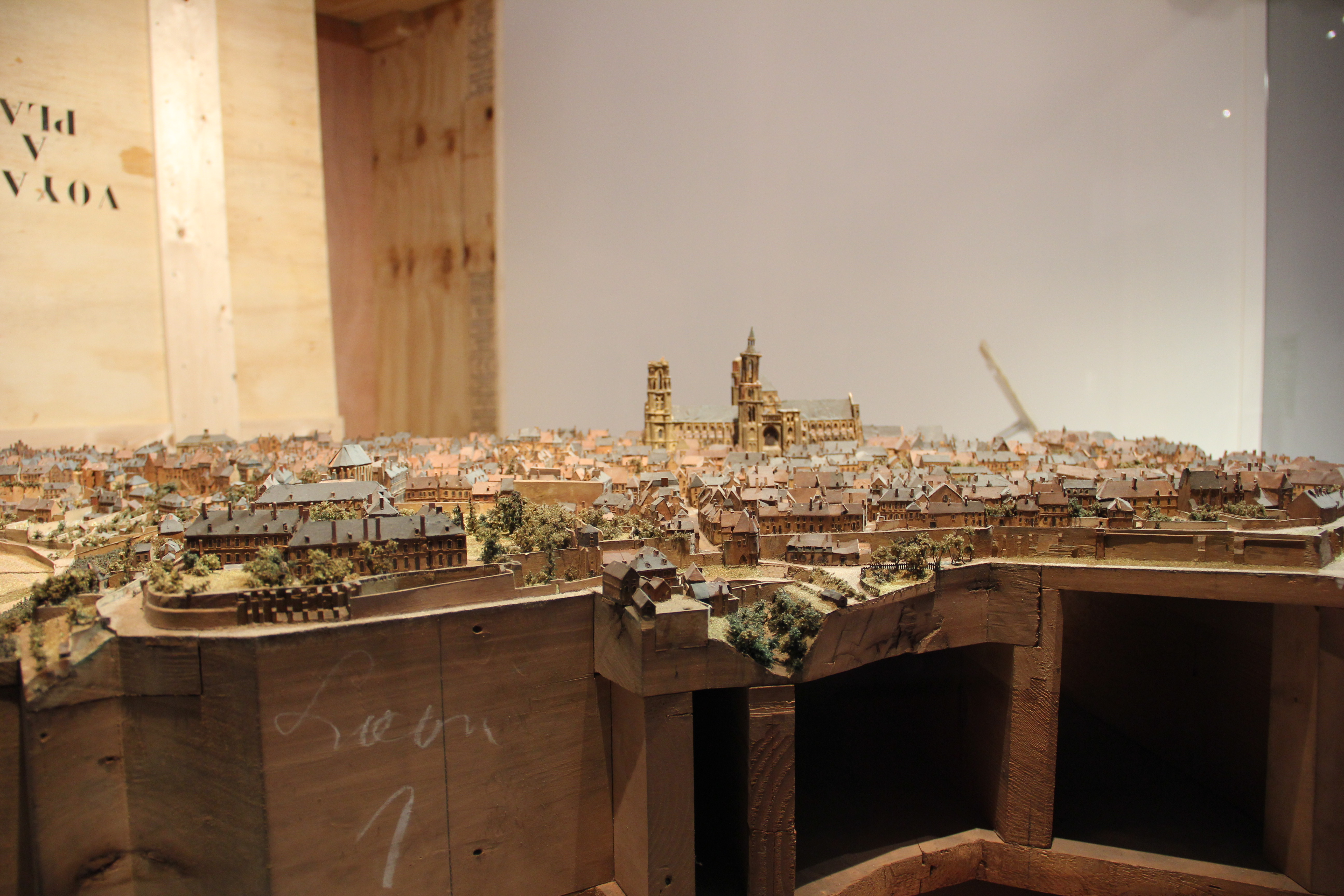
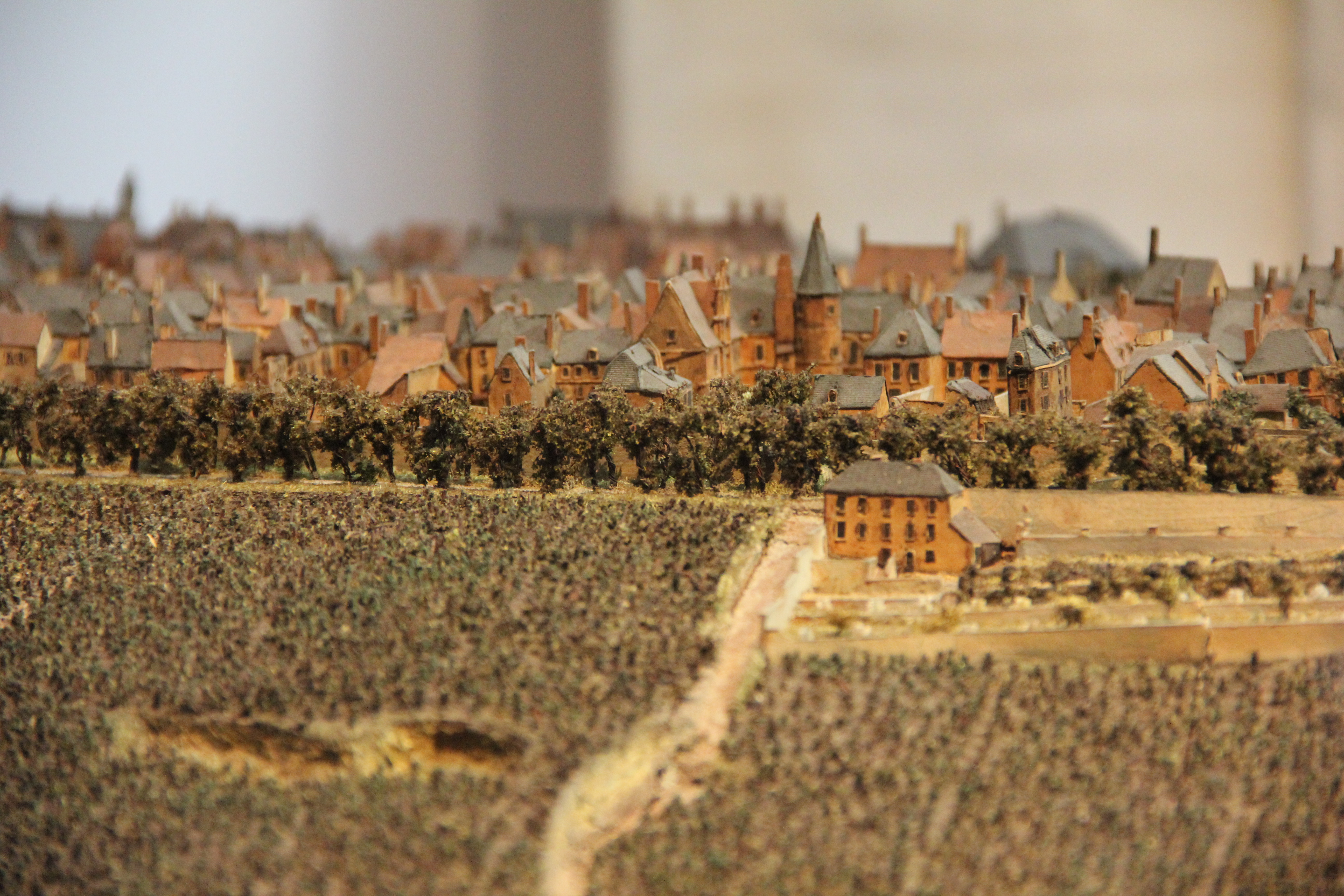
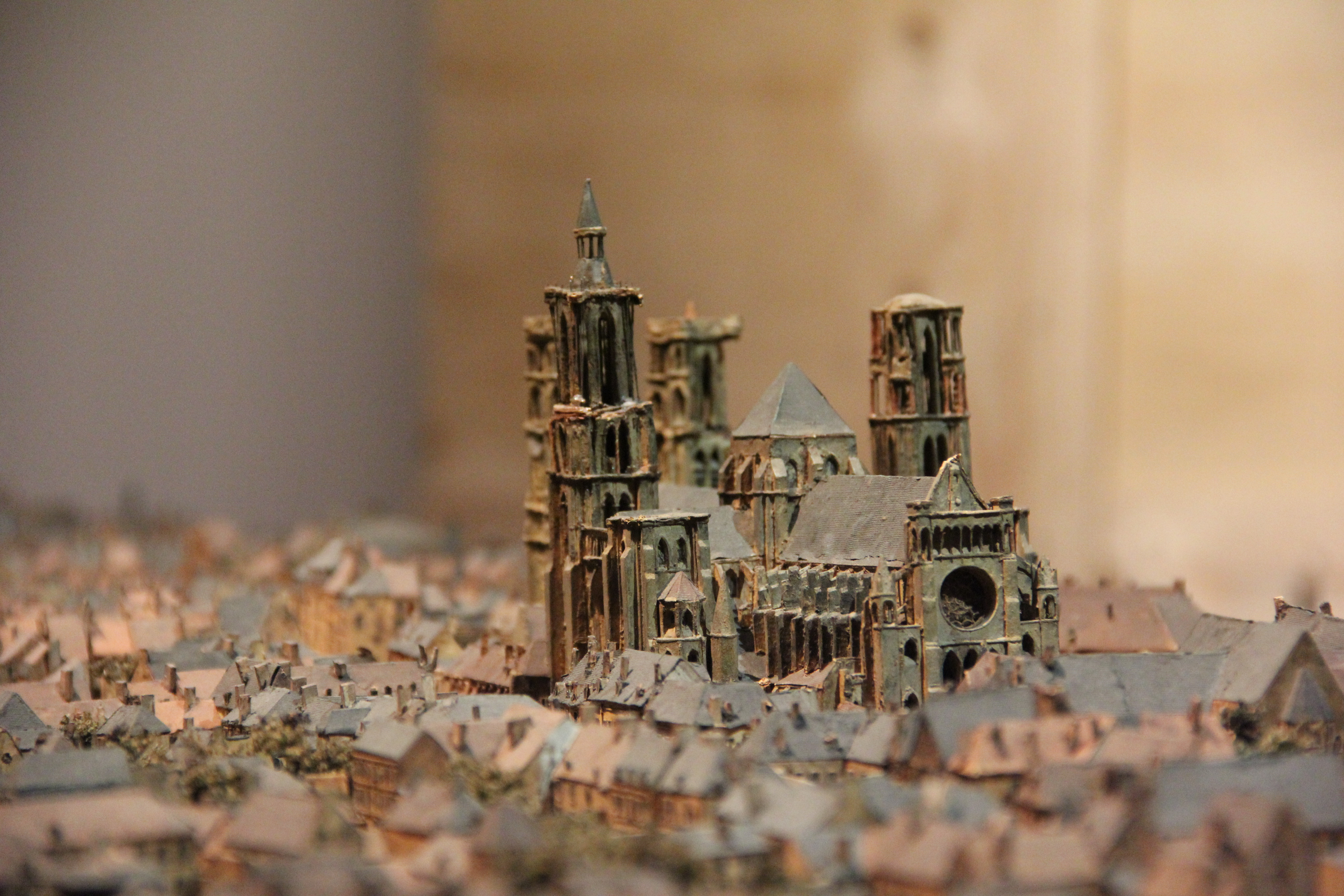

#### Mont Saint-Michel
Réalisé avant 1691, maquette au 1/144.

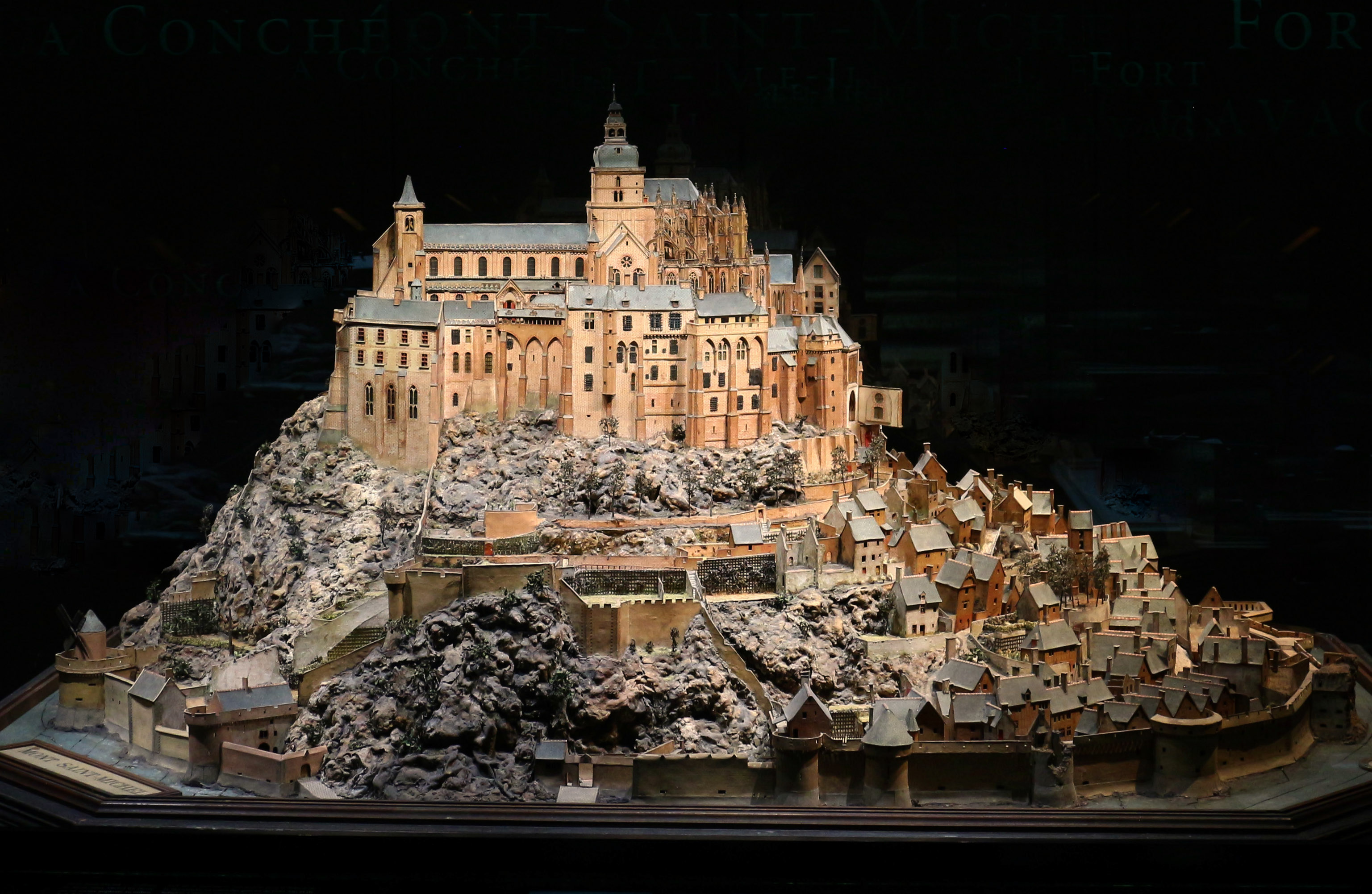
Plan-relief du mont Saint-Michel (fin XVIIe siècle)

#### Perpignan
Réalisé en 1686, mis à jour en 1755, maquette au 1/600.

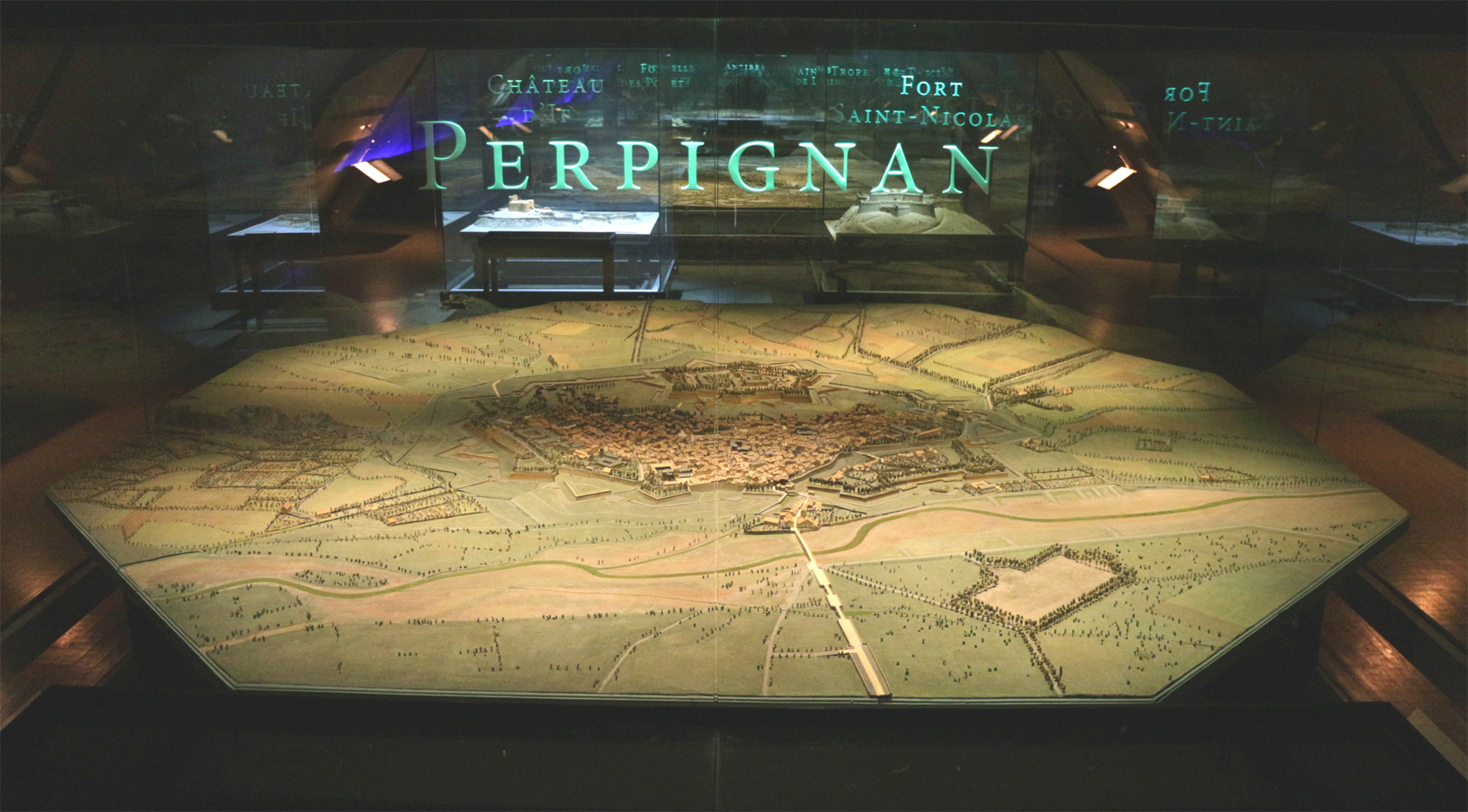
Plan-relief de Perpignan (1686).

#### Saint-Martin-de-Ré
Réalisé en 1703, au 1/600.

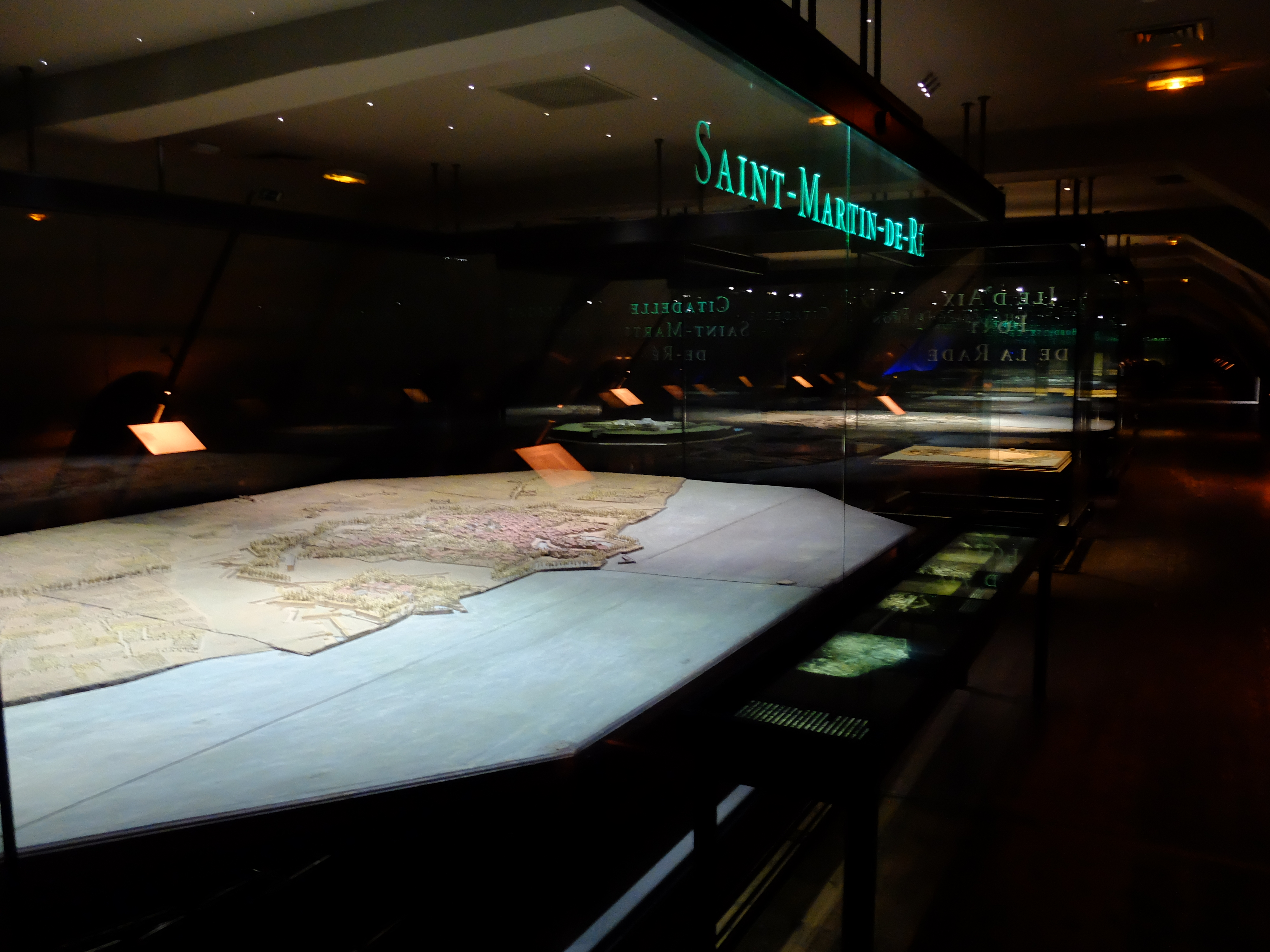
Plan-relief de Saint-Martin-de-Ré

#### Citadelle deSaint-Martin-de-Ré
Réalisé en 1827, au 1/200.

#### Saint-Tropez

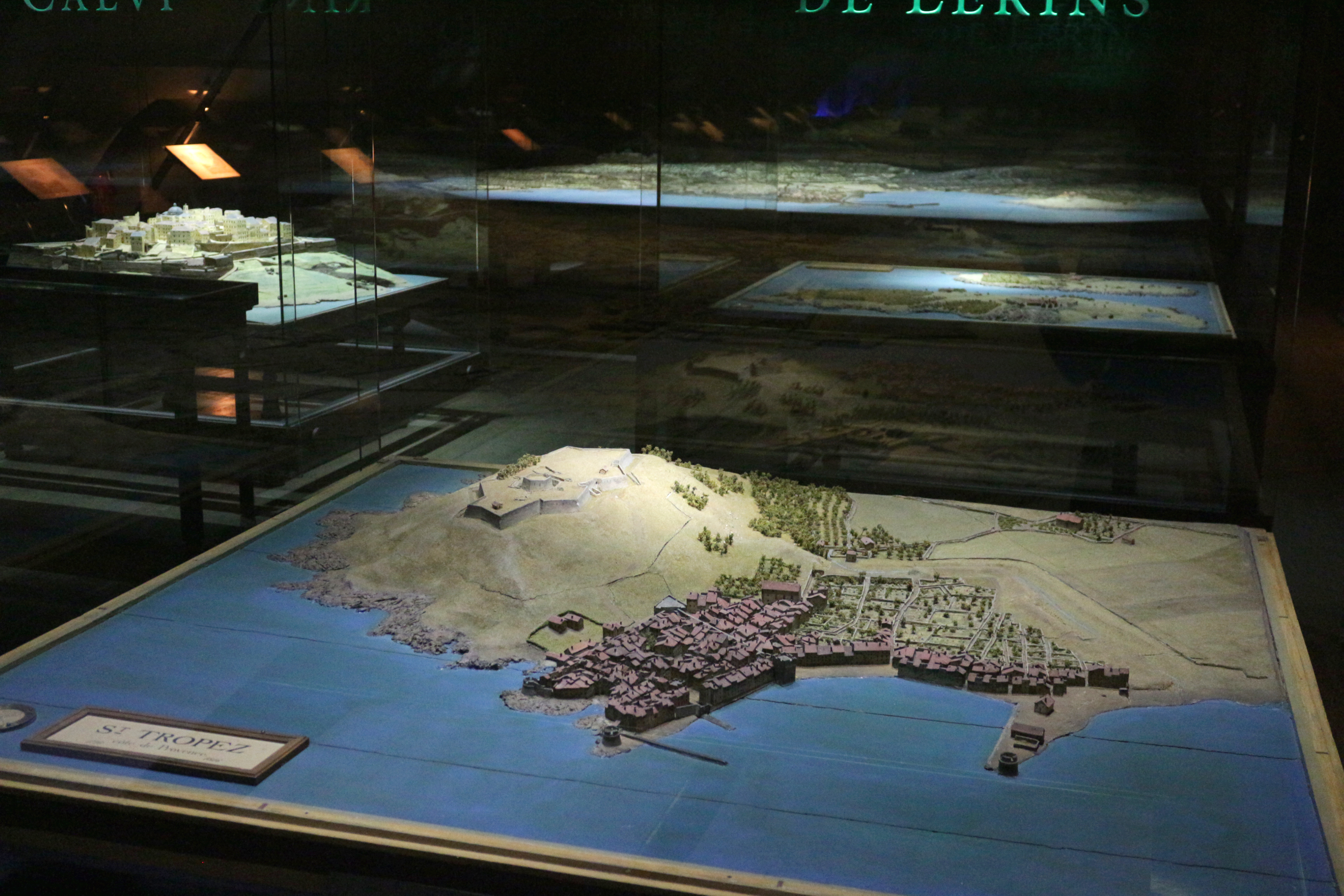
Saint-Tropez

#### Toulon
Réalisé en 1796-1800, au 1/600.

#### Villefranche-de-Conflent

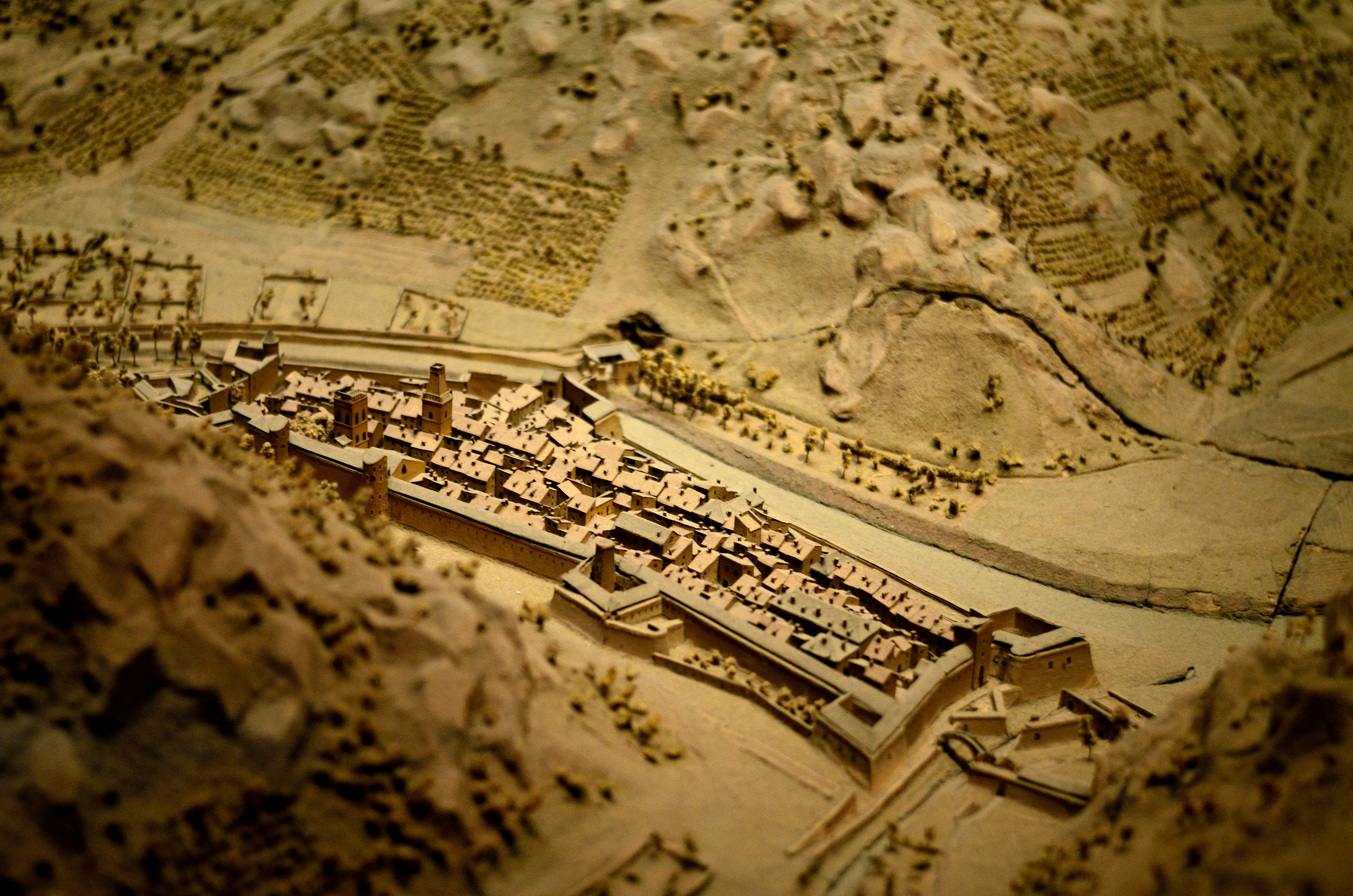

Réalisé en 1701, au 1/600.

### Plans-reliefs conservés en réserve

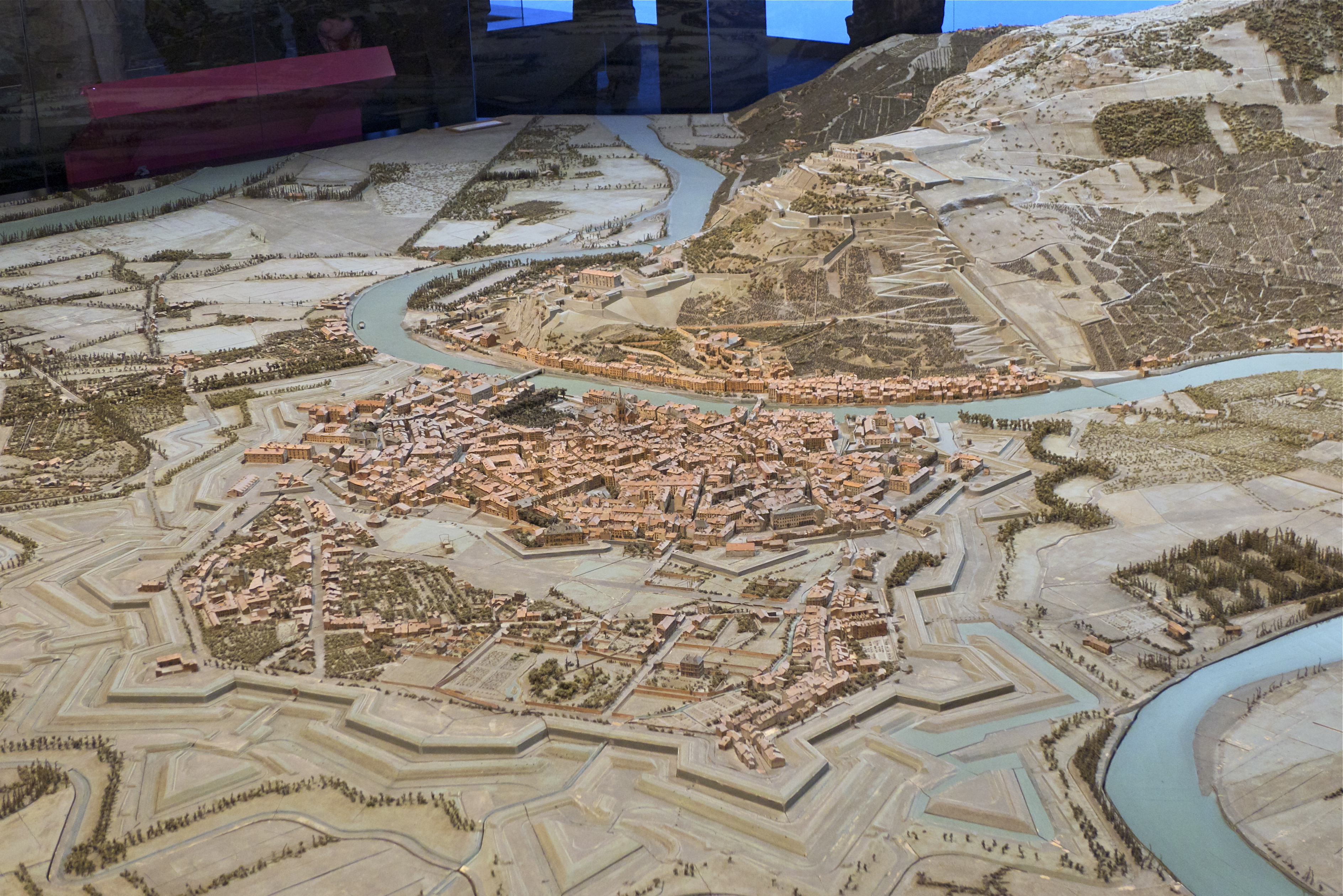
Plan-relief de Grenoble (1839-1848, en réserve).
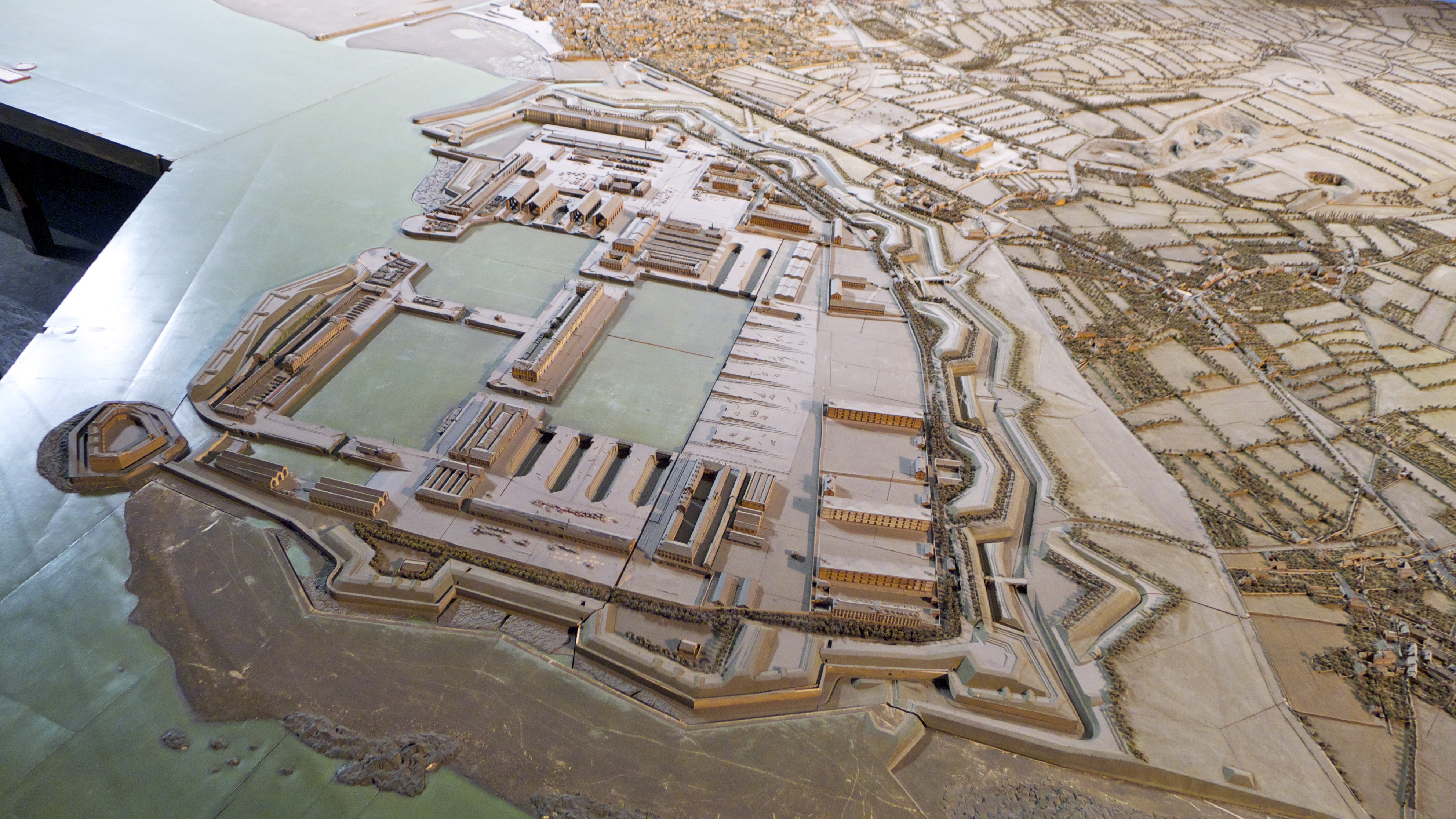
Plan-relief de Cherbourg (1813-1819, en réserve).
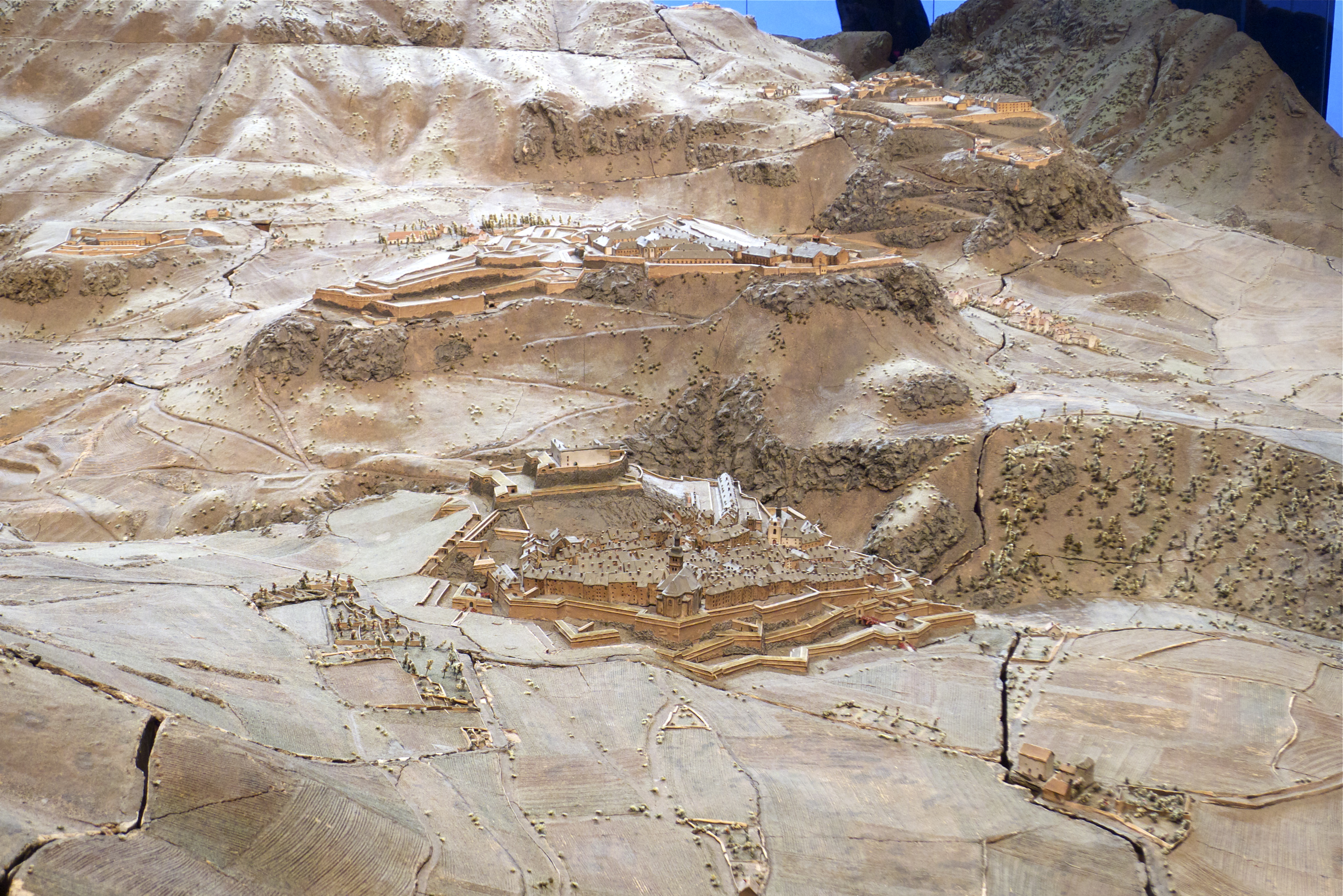
Plan-relief de Briançon (1731-1736, en réserve).
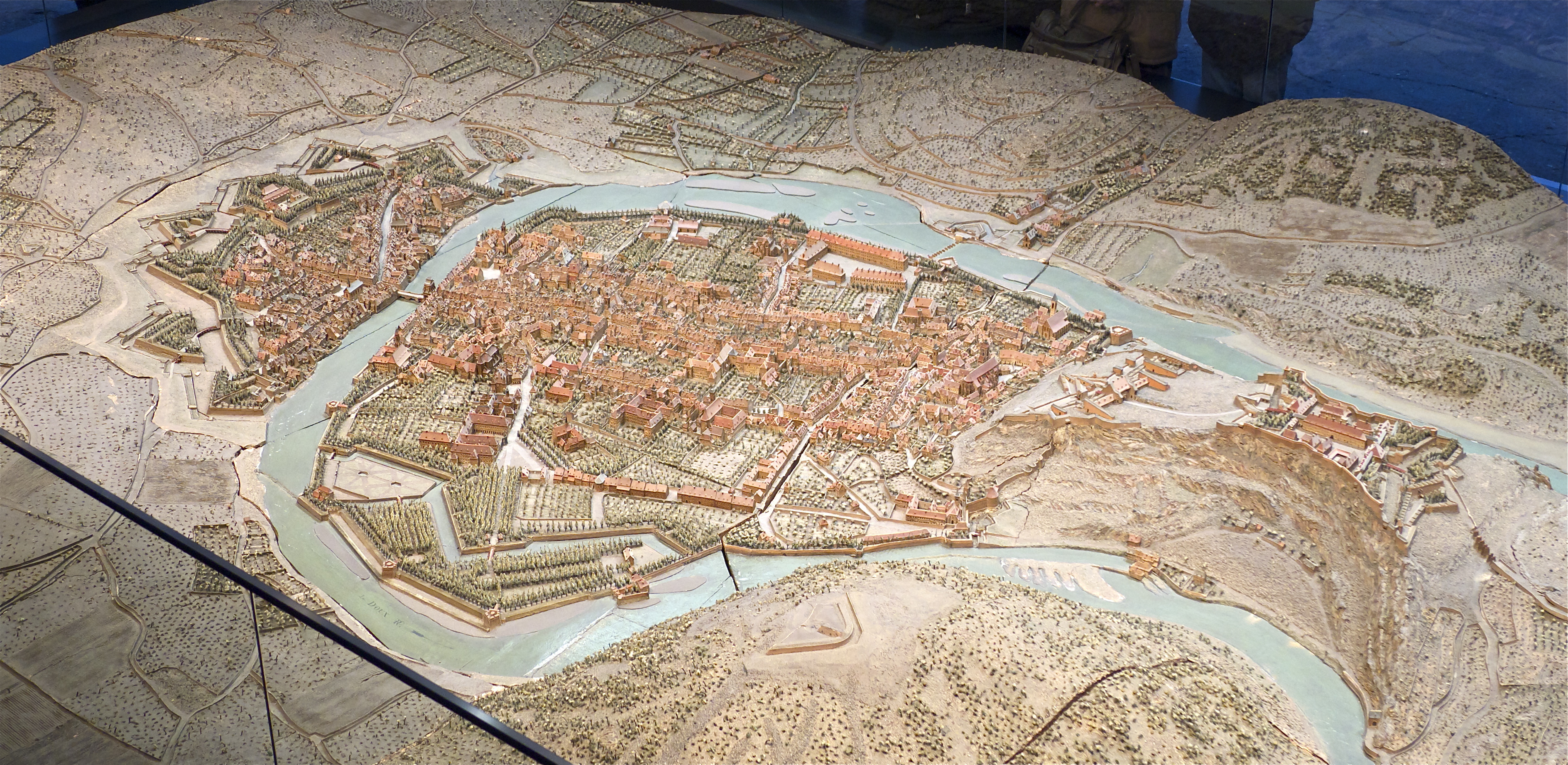
Plan-relief de Besançon (1720-1722, en réserve).

## Voir également